# Pere II de Sicília
Pere II de Sicília (Calascibbetta, 1304 - ibíd., 15 d'agost de 1342) fou rei de Sicília (1337-1342).

## Família
Fill gran de Frederic II de Sicília i d'Elionor d'Anjou. En 1321 el pare Frederic II li heretà el tron de la Trinàcria, amb la intenció d'invalidar de facte la Pau de Caltabellotta, que preveia el retorn del regne sicilià a la Casal d'Anjou. El 23 d'abril de 1323 s'uní en matrimoni amb Elisabet de Caríntia, la unió de la qual s'hi concebrien sis fills:
- la princesa Constança de Sicília (1324-1355), regent
- la princesa Elionor (1325-1375), casada el 1349 amb Pere IV d'Aragó
- la princesa Beatriu de Sicília (1326-1365)
- la princesa Eufèmia de Sicília (1330-1359), regent
- la princesa Violant de Sicília (1334-1365), morta jove
- el príncep Lluís I de Sicília (1337-1355), rei de Sicília
- el príncep Joan de Sicília (1340-1353)
- el príncep Frederic III de Sicília (1341-1377), rei de Sicília
- la princesa Blanca de Sicília (1342- ~1369), casada el 1364 amb Joan I d'Empúries

## Regnat
El seu breu regnat estigué marcat per les fortes discrepàncies entre el rei i els nobles, com ara les poderoses famílies dels Ventimiglia, dels Palisi, de Chiaramonte i d'Antioquia, en alguns casos dels quals no aconseguí suportar la pressió, per la qual cosa es veié forçat a concedir-los majors poders i algunes propietats demanades. Va morir sobtadament el dia de l'Ascensió de 1342 a Calascibetta, heretant el regne el seu primogènit Lluís I de Sicília de cinc anys. La seua tomba és a la Catedral de Palerm.